# St. Marcus (Niederschmon)

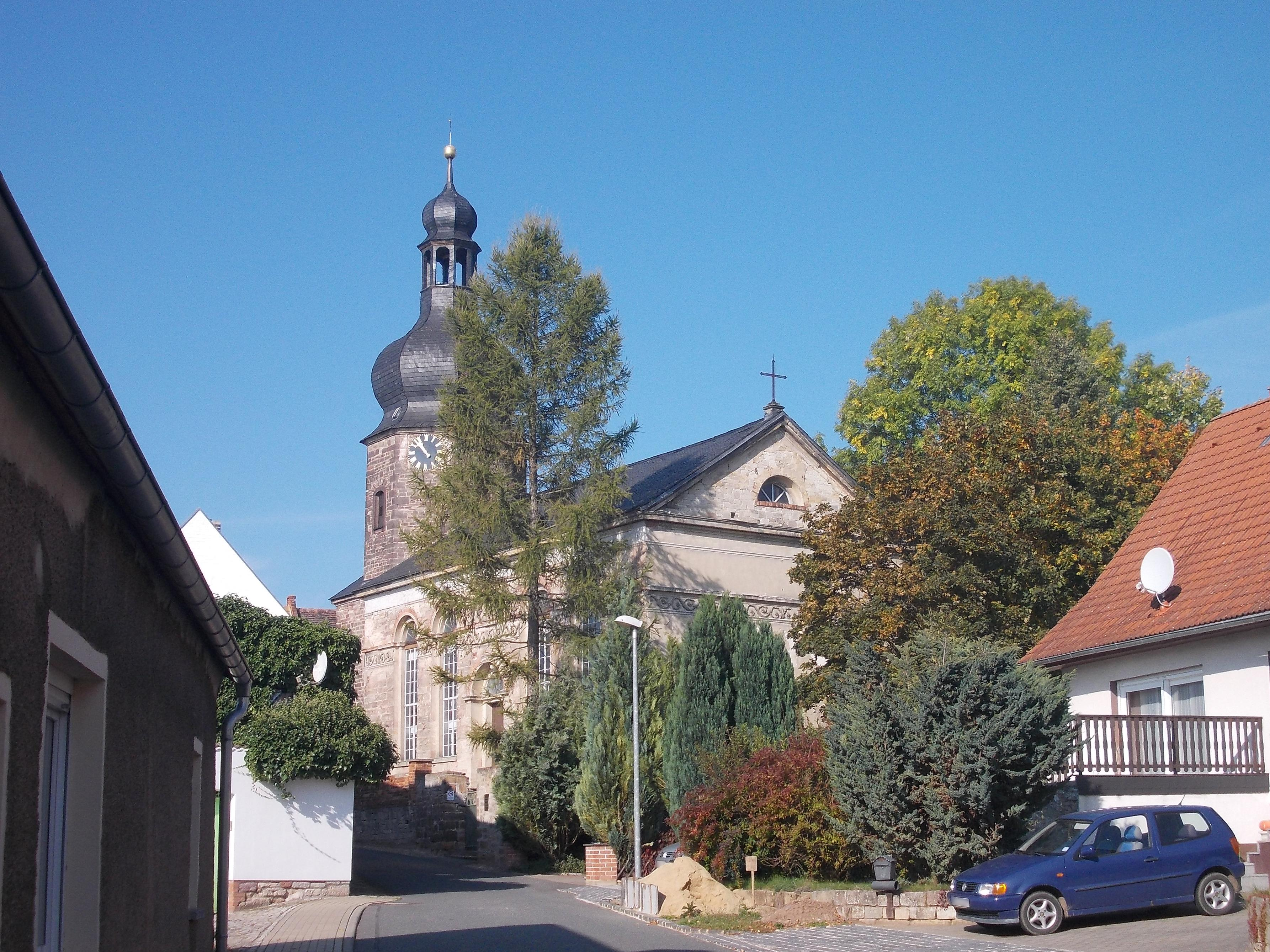
St. Marcus in Niederschmon

St. Marcus ist eine denkmalgeschützte Kirche im Ortsteil Niederschmon der Ortschaft Schmon der Stadt Querfurt in Sachsen-Anhalt. Im örtlichen Denkmalverzeichnis ist sie unter der Erfassungsnummer 094 65502 als Baudenkmal verzeichnet.

## Geschichte
Die Kirche St. Marcus befindet sich unter der Adresse Kirchgasse 1 in Niederschmon. Der Kirchturm soll 1791 erbaut wurden sein. Der obere Teil des Turmes ist achteckig während der Unterbau viereckig ist und wird von einer barocken Welschen Haube gekrönt. Das heutige Kirchenschiff stammt aus der Zeit des Klassizismus und wurde 1842 bis 1843 erbaut. Das Gotteshaus ist dem heiligen Marcus geweiht.

## Orgel
Die Orgel wurde 1843 durch Christian Friedrich Schafberg aus Querfurt errichtet. Das mechanische Werk umfasst 19 Stimmen auf zwei Manualen und Pedal. Derzeit ist die Orgel nicht spielbar.

## Glocken
Das Turmoktogon trägt drei 1922 von Schilling&Lattermann gegossene Eisenglocken, die allesamt per Hand zu läuten sind. Derzeit schweigt das Geläut wegen statischer Probleme des Turmes.